# 10.º Ejército (Alemania)
El 10.º Ejército (en alemán: 10. Armee) fue un ejército de campo de la II Guerra Mundial de la Wehrmacht (Alemania).

## Historia
El 10.º Ejército fue activado el 6 de agosto de 1939 con el General Walter von Reichenau al mando. Vio servicio por primera vez en Polonia hasta el 10 de octubre de 1939. Después fue renombrado 6.º Ejército.
Un nuevo 10.º Ejército fue activado en 1943 como parte de la última resistencia de Adolf Hitler, que vio acción notablemente a finales de 1943 y principios de 1944 junto a la "Línea de Invierno" en la batalla de San Pietro Infine y en la batalla de Monte Cassino, antes de rendirse finalmente cerca de los Alpes. Entre sus tropas en Monte Cassino estuvieron el XIV Cuerpo Panzer y divisiones de paracaidistas de la Luftwaffe.

## Comandantes
| N.º | Retrato | Comandante                                            | Desde                 | Hasta                 |
| --- | ------- | ----------------------------------------------------- | --------------------- | --------------------- |
| 1   |         | Generaloberst Walter von Reichenau (1884-1942)        | 6 de agosto de 1939   | 10 de octubre de 1939 |
| 2   |         | Generaloberst Heinrich von Vietinghoff (1887-1952)    | 15 de agosto de 1943  | 24 de octubre de 1944 |
| 3   |         | General der Panzertruppe Joachim Lemelsen (1888-1954) | 24 de octubre de 1944 | 15 de febrero de 1945 |
| 4   |         | General der Panzertruppe Traugott Herr (1890-1976)    | 15 de febrero de 1945 | 2 de mayo de 1945     |